# KBO 리그 투수 승패 관련 기록

## 승

### 다승

#### 개인 통산 최다승 기록 추이
| 기록  | 선수   | 소속 | 날짜              | 구장 | 상대 팀 | 경기 결과 | 시즌 수 | 경기 수 | 달성 당시 나이  | 주석 및 기타              |
| 1승   | 유종겸 | MBC  | 1982. 03. 27      | 서울 | 삼성    | 7- 11승   | 1       | 1       |                 | 3회 등판                  |
| 6승   | 박철순 | OB   | 1982. 05. 02      | 청주 | 삼성    | 5- 6 승   | 1       | 경기    |                 | 10회 연장 완투            |
| 10승  | 박철순 | OB   | 1982. 05. 23      | 대구 | 삼성    | 9-2 승    | 1       | 경기    |                 | 완투승                    |
| 21승  | 박철순 | OB   | 9월 3일자         |      |         |           |         |         |                 |                           |
| 22승  | 박철순 | OB   | 1982. 09. 11      | 대전 | MBC     | 3 - 4 승  | 1       |         |                 | 연장 11회 완투            |
| 24승  | 박철순 |      |                   |      |         |           |         |         |                 |                           |
| 25승  | 장명부 |      |                   |      |         |           |         |         |                 |                           |
| 50승  | 김시진 | 삼성 | 1985. 06. 12      | 대구 | 롯데    | 3 - 15 승 | 3       | 경기    |                 | [ 5 ]                     |
| 100승 | 김시진 | 삼성 | 1987. 10. 03      | 잠실 | OB      |           | 5       | 186경기 | 27세 6개월 13일 |                           |
| 124승 | 김시진 | 롯데 | 1991. 09. 09      | 대구 | 삼성    | 5 - 4 승  | 9       |         |                 | 선발 등판 완투. 통산 기록 |
| 125승 | 선동열 | 해태 | 1992. 04. 11      | 잠실 | OB      | 5 - 0 승  | 8       |         |                 | 완봉승                    |
| 146승 | 선동열 | 해태 | 1995. 09. 26      | 광주 | 롯데    | 0 - 5 승  | 11      |         |                 | 통산 기록                 |
| 147승 | 송진우 | 한화 | 2002. 4. 23       | 청주 | SK      |           |         |         |                 |                           |
| 150승 | 송진우 | 한화 | 2002. 5. 19 (DH1) | 대전 | 삼성    |           | 14      | 443     | 36세 3개월 3일  | 선발 출장                 |
| 200승 | 송진우 | 한화 | 2006. 08. 29      | 광주 | 기아    | 10 -1 승  | 18      | 580경기 | 40세 6개월 13일 | 선발 5이닝, 4피안타 1실점 |
| 210승 | 송진우 | 한화 |                   |      |         |           |         |         |                 |                           |

#### 최다 연승 기록 추이
| # | 기록 | 선수   | 소속 | 날짜         | 구장 | 상대팀 | 경기 결과  | 기록 시작                                          | 주석 및 기타                                        |
|   | 22승 | 박철순 | OB   | 1982. 09. 18 | 대전 | 롯데   | 1-4 완투승 | 4월 10일 전주, 해태 전 구원승 (3이닝 1안타 무실점) | 단일 시즌 연승 기록으로는 당시 세계 최다 기록이었음 |

### 완봉승

#### 개인 통산 최다 완봉승 순위
- 2012년 말 기준 기록임

| 순위 | 승 수 | 선수   | 소속                 | 기간                   | 시즌 수 | 통산 경기수 | 주석 및 기타                                 |
| 1    | 29승  | 선동열 | 해태                 | 1985 -1995년           | 11      | 367경기     |                                              |
| 2    | 20승  | 윤학길 | 롯데                 | 1986 - 1997년          | 12      | 308경기     | 100선발승 이상 투수 중 통산 최다 완봉승 타이 |
| 2    | 20승  | 정민철 | 빙그레 / 한화        | 1992 - 99, 2002 - 09년 | 16      | 393경기     | 100선발승 이상 투수 중 통산 최다 완봉승 타이 |
| 4    | 19승  | 조계현 | 해태 - 삼성 - 두산   | 1989 - 2001년          | 13      | 320경기     |                                              |
| 5    | 18승  | 이강철 | 해태 - 삼성 - KIA 18 | 1989 - 2005년          | 16      | 602경기     |                                              |
| 6    | 17승  | 김상진 | OB - 삼성 - SK       | 1991 - 2003년          | 13      | 359경기     |                                              |
| 7    | 16승  | 김시진 | 삼성 - 롯데          | 1983 - 1992년          | 10      | 273경기     |                                              |
| 7    | 16승  | 장호연 | OB                   | 1983 -1995년           | 11      | 346경기     |                                              |
| 7    | 16승  | 한용덕 | 빙그레 / 한화        | 1988 - 2004년          | 17      | 482경기     |                                              |
| 10   | 15승  | 최동원 | 롯데 - 삼성          | 1983 - 1990년          | 8       | 248경기     |                                              |

#### 개인 통산 최다 완봉승 기록 추이
| 기록 | 선수   | 소속 | 날짜        | 상대팀 | 구장 | 경기 결과 | 주석 및 기타 |
| ---- | ------ | ---- | ----------- | ------ | ---- | --------- | ------------ |
| 16승 | 선동열 | 해태 | 1989. 5. 26 | 삼성   | 대구 | 2-0       | [ 9 ]        |

#### 개인 연속 완봉승 기록 추이
| 기록 | 선수   | 소속 | 날짜         | 상대팀 | 구장 | 경기 결과 | 주석 및 기타                                   |
| ---- | ------ | ---- | ------------ | ------ | ---- | --------- | ---------------------------------------------- |
| 3승  | 하기룡 | MBC  | 1982. 07. 11 | 서울   | 해태 | 0 -4      | 6월 27일 삼미 전 9 - 0 / 7월 7일 삼미 전 7 - 0 |

### 완투승

#### 개인 통산 최다 완투승 기록 추이
| 기록 | 선수   | 소속 | 날짜         | 구장 | 상대 팀 | 경기 결과 | 시즌 수 | 경기 수 | 달성 당시 나이 | 주석 및 기타 |
| 1승  | 박철순 | OB   | 1982. 03. 27 | 서울 | MBC     | 9 - 2     | 1       | 1       |                | [ 10 ]       |

### 경기 최다 피안타 승리 기록 추이
1983년 4월 12일 삼미 슈퍼스타즈의 장명부는 대전에서 열린 OB 베어스와의 경기에서 연장 13회까지 완투했다. 이 경기에는 그는 홈런 한 개를 포함해 장단 16안타를 허용, 5실점을 기록했다. 경기는 연장 5-5 동점 상황에서 13회초 타선이 폭발 대거 6득점한 삼미의 11-5 승리로 끝났다. 그는 16안타를 허용했지만 1승을 챙겨 경기 최다 피안타 및 최다 피안타 완투 승리 투수로 기록되었다.
| 기록 | 선수   | 소속 | 날짜         | 구장 | 상대 팀 | 경기 결과 | 주석 및 기타 |
| 13개 | 김재현 | 삼미 | 1982. 06. 24 | 구덕 | 해태    |           | 선발승       |
| 16개 | 장명부 | 삼미 | 1983. 04. 12 | 대전 | OB      |           | 13회 완투승  |

## 같이 보기
- 한국 프로 야구 100승 투수